# Charles-Antoine-André-Marie de Gailhard
Pour les articles homonymes, voir Gailhard.
Charles-Antoine-André-Marie de Gailhard (né le 5 novembre 1763 à Crest et mort le 20 mars 1842, Valence), est un homme politique français.

## Biographie
Il suivit d'abord la carrière du barreau, assista aux états de Romans en qualité de député de la sénéchaussée de Crest, et il fonda l'année suivante, dans cette même ville, la Société populaire, dont il fut nommé premier secrétaire, et qu'il affilia à celle de Paris. 
Du mois d'août 1790 à la fin de 1792, il fut procureur syndic du district de Crest, et, de décembre 1792 à vendémiaire an II, procureur de la commune de Crest. Mais ayant été signalé comme contre-révolutionnaire, il fut enfermé dans la tour de Crest, puis conduit à Paris devant le tribunal révolutionnaire. Grâce à l'influence du conventionnel Amar, il fut acquitté, et, afin de se faire oublier, il s'engagea au 18e dragons, alors à l'armée des Pyrénées-Orientales (13 brumaire an II) ; il y resta jusqu'au 29 germinal an III. 
De nouveau arrêté, toujours sous le même prétexte, et conduit à Nîmes, il fut rendu à la liberté après le 9 thermidor. 
Il revint à Crest au moment des élections, et, le 23 vendémiaire an IV, fut élu député de la Drôme au Conseil des Anciens. Mais comme on le soupçonnait encore d'opinions réactionnaires, et comme parent d'émigrés, sa conduite fut soumise à plusieurs enquêtes, et finalement on le valida. 
Ayant pris part aux conspirations de Clichy, il fut proscrit au 18 fructidor. Il adhéra au 18 brumaire, et, le 6 frimaire an VIII, fut nommé directeur des contributions à Valence, où il resta jusqu'au 10 décembre 1816. 
En 1811, il refusa la préfecture de Seine-et-Oise, et, en 1814, applaudit au retour des Bourbons, et fut anobli par Louis XVIII.
Le 22 août 1815, il fut élu député par le collège du département de la Drôme, et siégea dans la majorité de la Chambre introuvable. 
En 1820, 1824 et 1830, il fut encore candidat royaliste dans l'arrondissement de Valence, mais il échoua contre le candidat de l'opposition. Son élévation à la pairie fut interrompu par la révolution de Juillet.
Il était conseiller général de la Drôme depuis le 1er thermidor an VIII.
Il est le grand-père de Hyacinthe de Gailhard-Bancel.

## Sources
- « Charles-Antoine-André-Marie de Gailhard », dans Adolphe Robert et Gaston Cougny, Dictionnaire des parlementaires français, Edgar Bourloton, 1889-1891 [détail de l’édition]